# Кудяков, Евгений Сергеевич
Евгений Сергеевич Кудяков (род. 30 апреля 1985) — российский дзюдоист, чемпион и призёр чемпионатов России, чемпион Всемирных военных игр 2007 года в Хайдарабаде, мастер спорта России международного класса.

## Карьера
В 2001 году стал бронзовым призёром первенства России среди кадетов. На следующий год повторил этот успех на первенстве страны среди юниоров, а в 2003 году стал серебряным призёром первенства России среди молодёжи. В 2004 году победил на юниорском первенстве страны. В 2006—2008 годах — призёр чемпионатов страны среди взрослых, а в 2011 году Кудякову на чемпионате России удалось подняться на высшую ступень пьедестала. Является победителем и призёром многих международных турниров.

## Спортивные результаты
- Первенство России 2001 года по дзюдо среди кадетов — ;
- Первенство России 2002 года по дзюдо среди юниоров — ;
- Первенство России 2003 года по дзюдо среди молодёжи — ;
- Первенство России 2004 года по дзюдо среди юниоров — ;
- Чемпионат России по дзюдо 2006 года — ;
- Чемпионат России по дзюдо 2007 года — ;
- Чемпионат России по дзюдо 2008 года — ;
- Чемпионат России по дзюдо 2011 года — ;